# Patrera virgata
Patrera virgata là một loài nhện trong họ Anyphaenidae.
Loài này thuộc chi Patrera. Patrera virgata được Eugen von Keyserling miêu tả năm 1891.